# Jaime Bayly

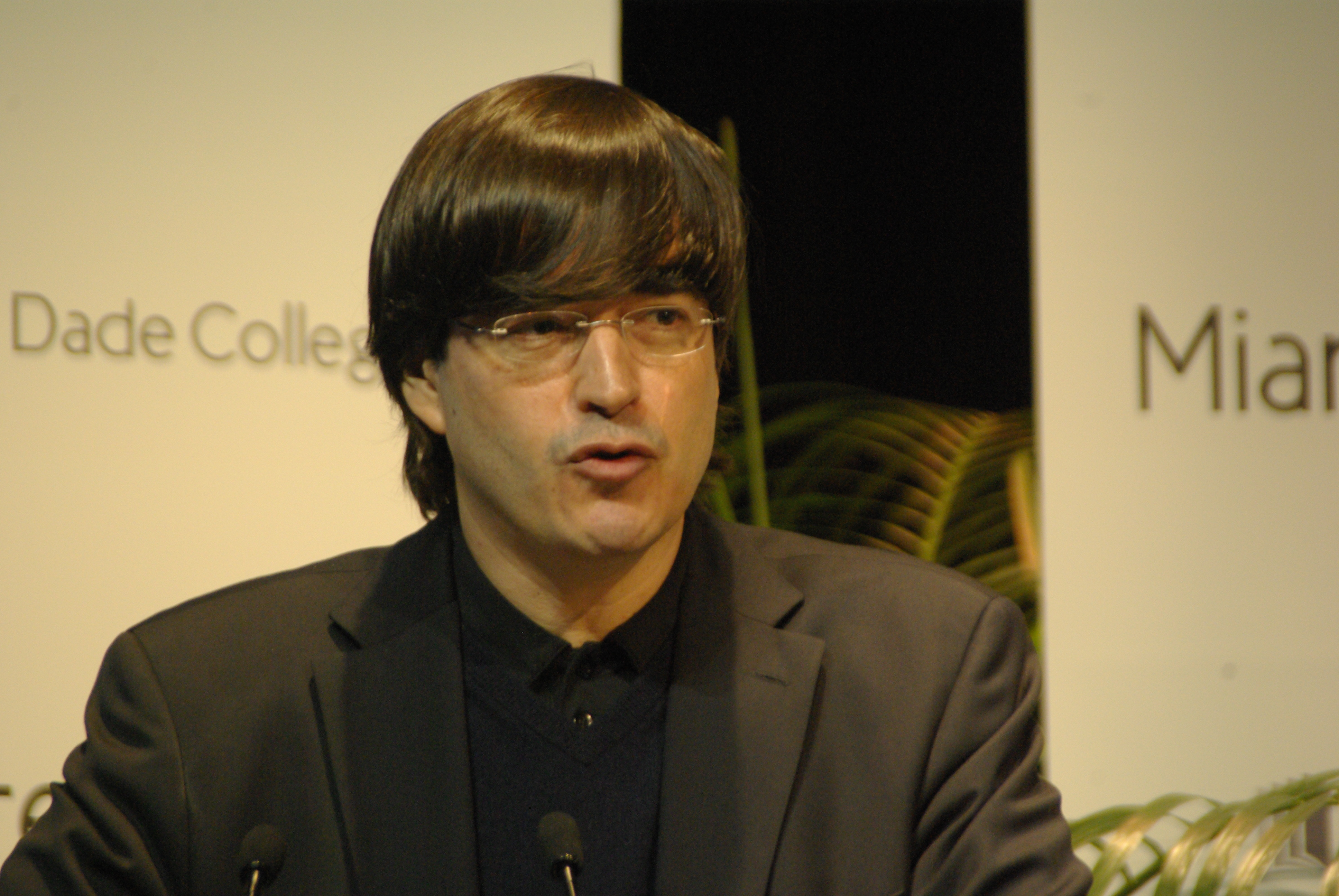
Jaime Bayly (2011)

Jaime Bayly (ur. 19 lutego 1965 w Limie) – peruwiański pisarz.
Jego debiutem literackim była opublikowana w 1994 roku powieść Nie mów nikomu. W 1997 roku wydał Noc jest dziewicą, za którą otrzymał Premio Herralde de Novella. Propagatorem jego pisarstwa jest Mario Vargas Llosa.

## Twórczość
- 1994 – Nie mów nikomu (No se lo digas a nadie)
- 1995 – To było wczoraj i nie pamiętam
- 1996 – Ostatnie dni "La Prenesa"
- 1997 – Noc jest dziewicą
- 1999 – Kocham moją mamusię
- 2000 – Przyjaciele, których straciłem
- 2002 – Żona mojego brata
- 2005 – I nagle anioł (drugie miejsce Premio Planeta)

Książki Bayly'a przetłumaczono na francuski, niemiecki, niderlandzki i portugalski, dwie z nich zekranizowano.
Tłumaczem prozy Bayly'a jest Tomasz Pindel.